# Nadleśnictwo Radom
Nadleśnictwo Radom – nadleśnictwo należące do Regionalnej Dyrekcji Lasów Państwowych w Radomiu, położone w województwie mazowieckim.
Siedziba nadleśnictwa znajduje przy ul. Janiszewskiej 48 w Radomiu. Nadleśniczym jest obecnie Grzegorz Ożóg, zaś jego zastępcą – Adam Sosnowski.
Nadleśnictwo Radom zarządza powierzchnią 10 364,89 ha gruntów, w tym na 10 138,55 ha powierzchni leśnej w 259 kompleksach leśnych. (stan na 01.03.2025r.)
W zasięgu terytorialnego działania Nadleśnictwa Radom, o powierzchni 1263,73 km2 znajduje się położone centralnie miasto Radom. Średnia lesistość dla obszaru terytorialnego działania Nadleśnictwa wynosi ok. 15%.

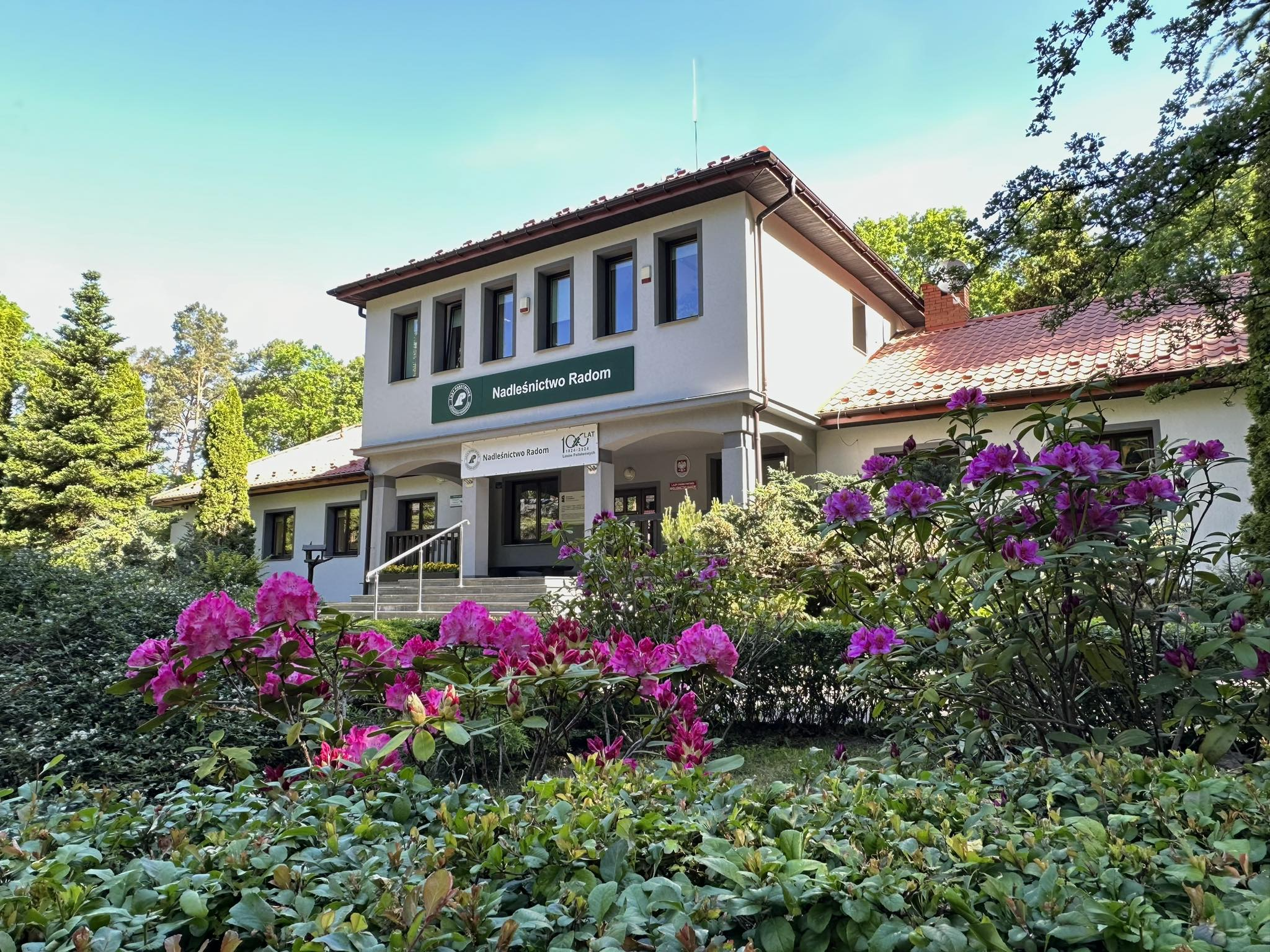
Fot. Alicja Wieczorek

Według regionalizacji przyrodniczo-leśnej przedstawionej przez Tramplera, obszar Nadleśnictwa Radom położony jest w VI Krainie Małopolskiej, 3 dzielnicy - Radomsko-Iłżeckiej, mezoregionie - Równiny Radomsko-Kozienickiej i Przedgórza Iłżeckiego. Teren Nadleśnictwa ma charakter równinny.  Wysokość n.p.m. waha się w przedziale od 130 m (kompleks ,,Wsola") do 235 m (kompleks ,,Modrzejowice II"). Obszar Nadleśnictwa podzielony jest na dwa obręby leśne: Radom i Jedlnia.
Obręb Jedlnia położony jest w południowo-zachodniej części Puszczy Kozienickiej, zwanej dawniej Puszczą Radomską (wzmianki w dokumentach z XIII w.). Lasy te cechują się większymi walorami przyrodniczymi i historycznymi niż lasy obrębu Radom. Puszcza Radomska rozciągała się niegdyś pomiędzy Wisła, Pilicą i Kamienną i łączyła się z Puszczą Świętokrzyską. Obecnie lasy Puszczy Kozienickiej stanowią jeden z najcenniejszych kompleksów leśnych w centralnej Polsce, cechujący się dużą bioróżnorodnością, z licznymi gatunkami chronionymi, często rzadkimi w skali kraju (np. żółw błotny, granicznik płucnik, brodaczka zwyczajna). Unikatowość tego terenu była podstawą do utworzenia Kozienickiego Parku Krajobrazowego im. Profesora Ryszarda Zaręby oraz Leśnego Kompleksu Promocyjnego ,,Puszcza Kozienicka". Na terenie obrębu Jedlnia znajdują się dwa rezerwaty przyrody: ,,Ciszek" i ,,Jedlnia", liczne pomniki przyrody, użytki ekologiczne, gatunki roślin i zwierząt objęte ochroną gatunkową oraz dwa obszary chronione w ramach sieci Natura 2000. Są to: Obszar Specjalnej Ochrony Ptaków (OSO) Ostoja Kozienicka PLB140013 oraz Specjalny Obszar Ochrony Siedlisk (SOO) ,,Puszcza Kozienicka" PLH140035, których zadaniem jest utrzymanie różnorodności biologicznej poprzez ochronę najcenniejszych i najrzadszych elementów przyrody.
Lasy obrębu Radom składają się z wielu, różnej wielkości kompleksów leśnych usytuowanych w odległości do 25 km od miasta Radom. W obrębie tym znajduje się  wiele cennych elementów przyrody tj. Obszar Chronionego Krajobrazu Iłża-Makowiec, pomniki przyrody, użytki ekologiczne, gatunki flory i fauny podlegające indywidualnej ochronie gatunkowej. 

## Jednostki organizacyjne
- Leśnictwo Rajec
- Leśnictwo Zadobrze
- Leśnictwo Jedlnia (Kolonka)
- Leśnictwo Janiszew
- Leśnictwo Łaziska
- Leśnictwo Makowiec
- Leśnictwo Oblas
- Leśnictwo Modrzejowice
- Szkółka leśna w Orońsku
- Leśny Ośrodek Edukacyjny im.red. Andrzeja Zalewskiego w Jedlni-Letnisku